# هیروشی اینوزوکا
هیروشی اینوزوکا (انگلیسی: Hiroshi Inuzuka; ۲۳ مارس ۱۹۲۹ – ۲۷ اکتبر ۲۰۲۳) کمدین، بازیگر، گیتارنواز، bassist اهل ژاپن بود. وی بین سال‌های ۱۹۵۵ تا ۲۰۱۹ میلادی فعالیت می‌کرد.